# Leucospermum
Leucospermum ist eine Pflanzengattung innerhalb der Familie der Silberbaumgewächse (Proteaceae). Die etwa 50 Arten kommen bis auf eine Art nur in Südafrika vor. Einige Arten und ihre Sorten werden als Zierpflanzen in Parks sowie Gärten oder als Schnittblumen verwendet und für sie gibt es die Trivialnamen Silbersamen, Nadelkissen-Silberbäume oder einfach Nadelkissen (letzteren auch bei Hakea-Arten).

## Beschreibung

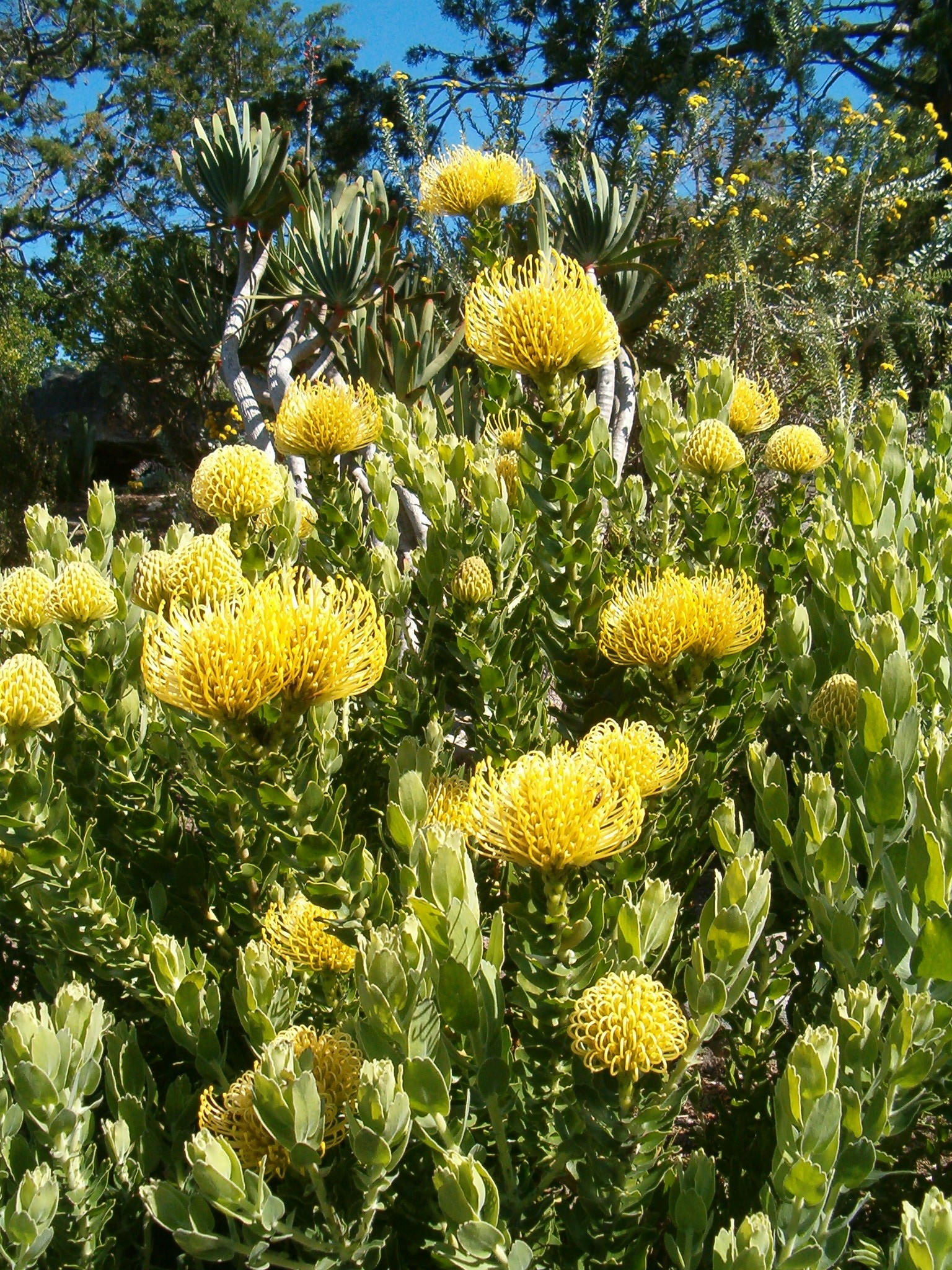
Habitus, Laubblätter und Blütenstände von Leucospermum cordifolium.

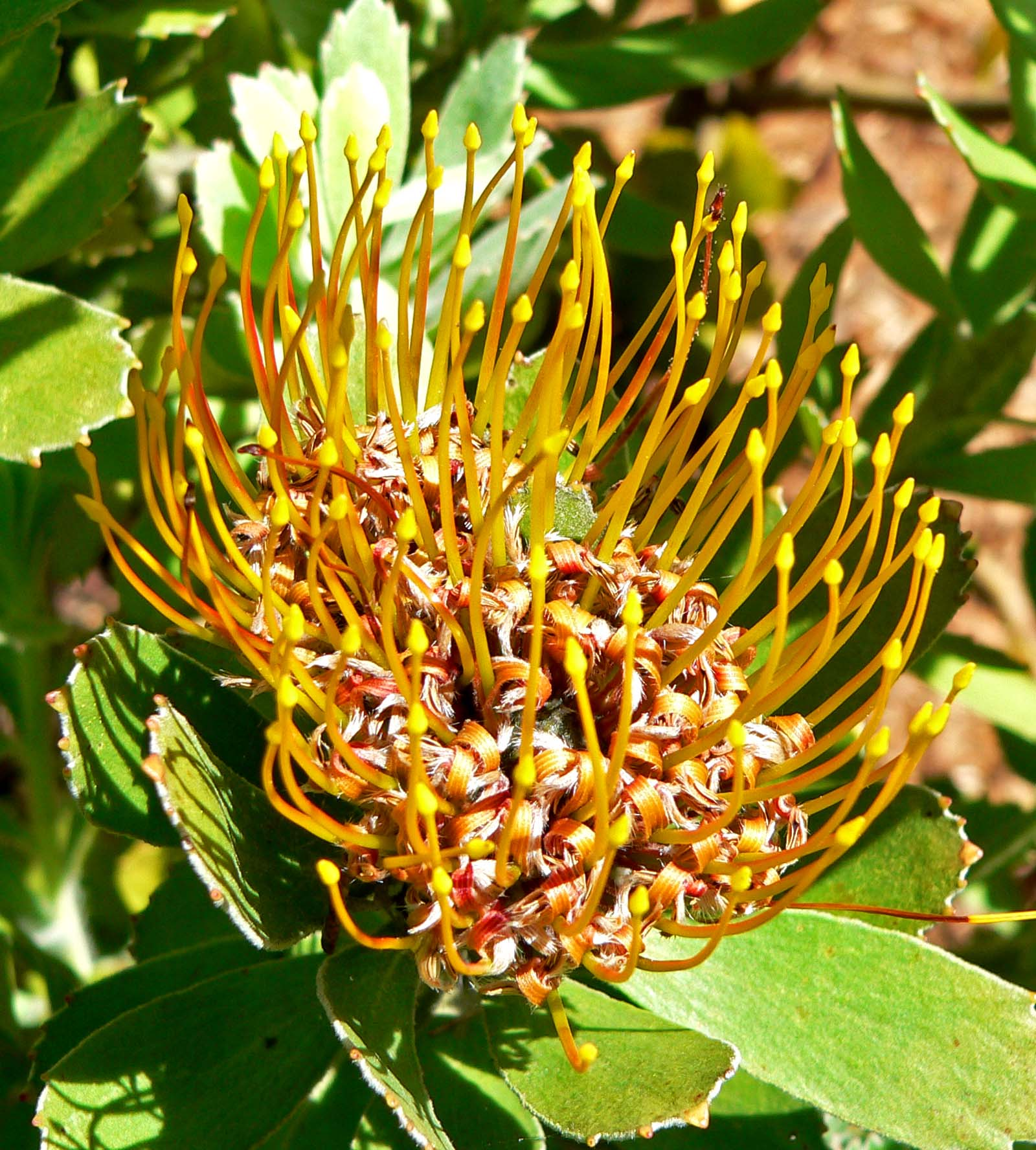
Blütenstand von Leucospermum attenuatum.

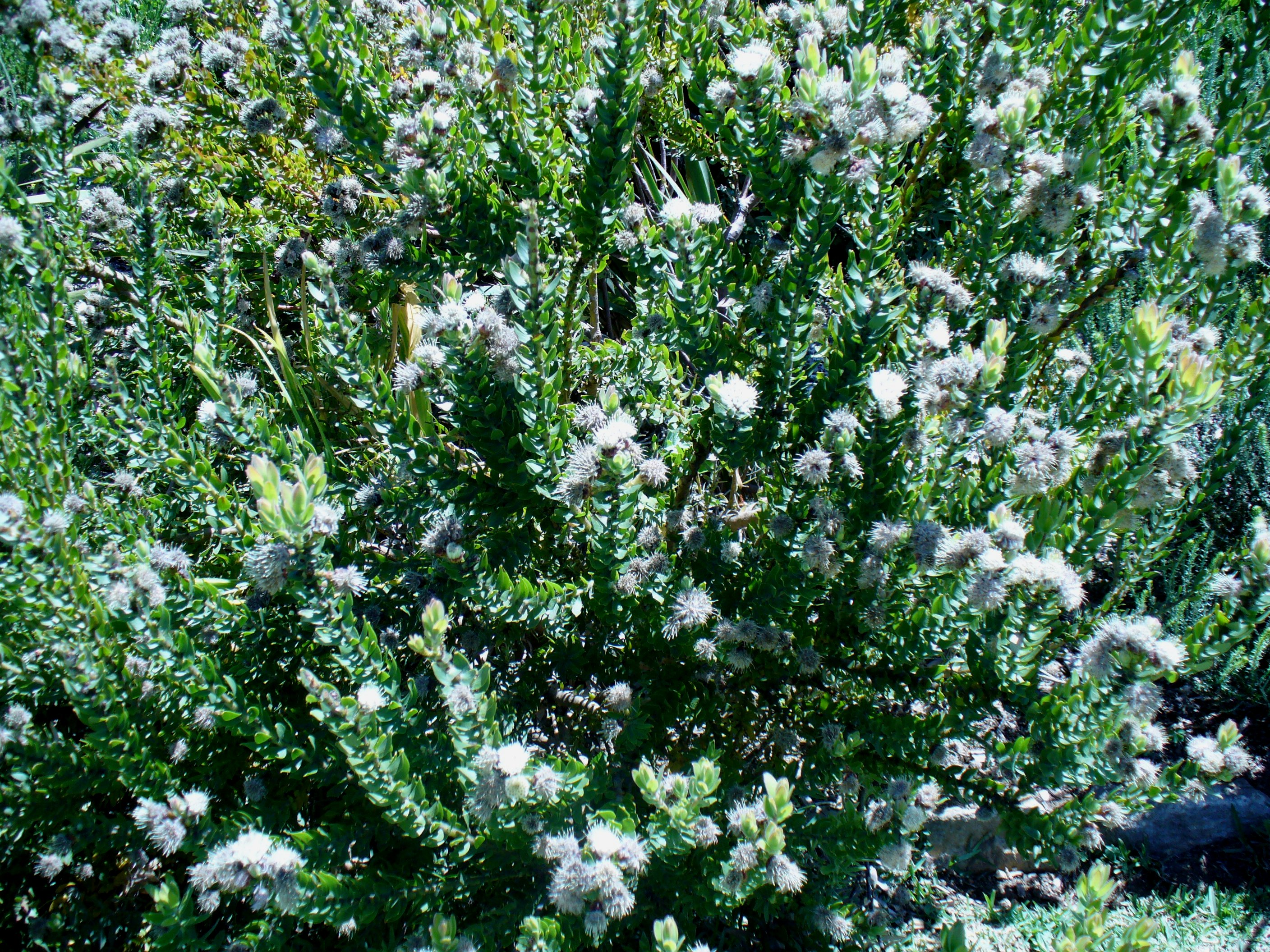
Habitus, Laubblätter und Blütenstände von Leucospermum bolusii.

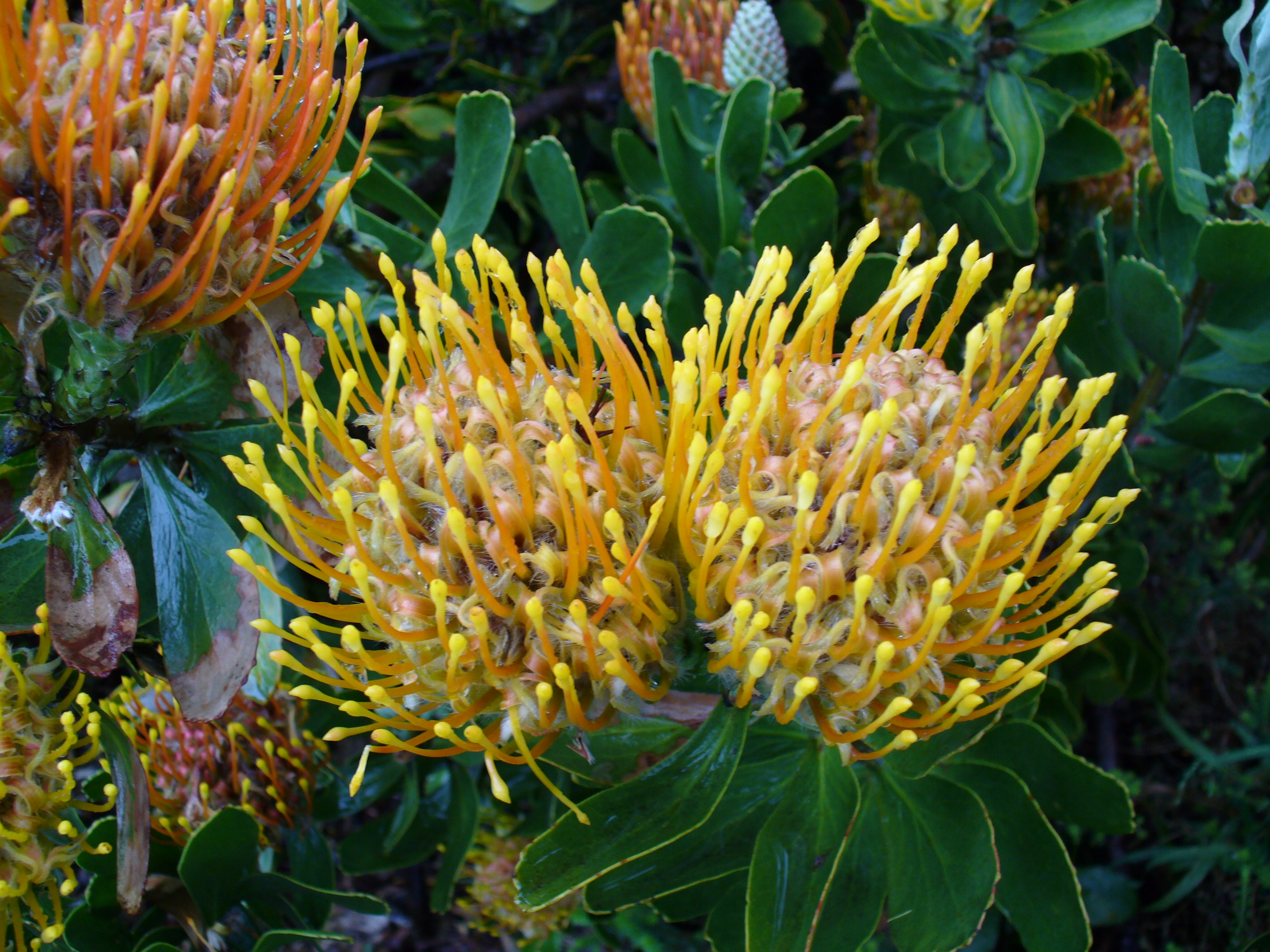
Blütenstände von Leucospermum cuniforme.

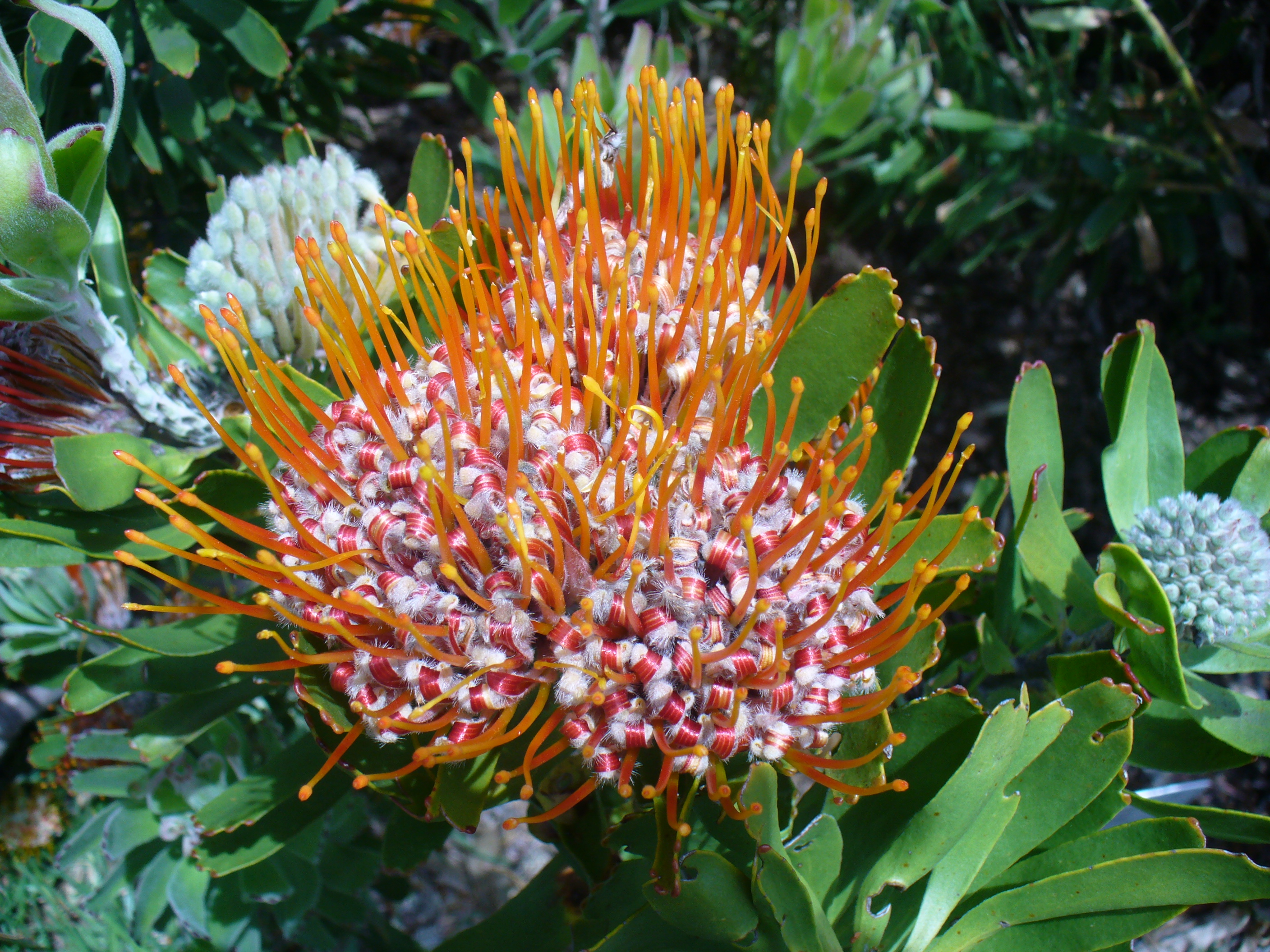
Blütenstände von Leucospermum erubescens.

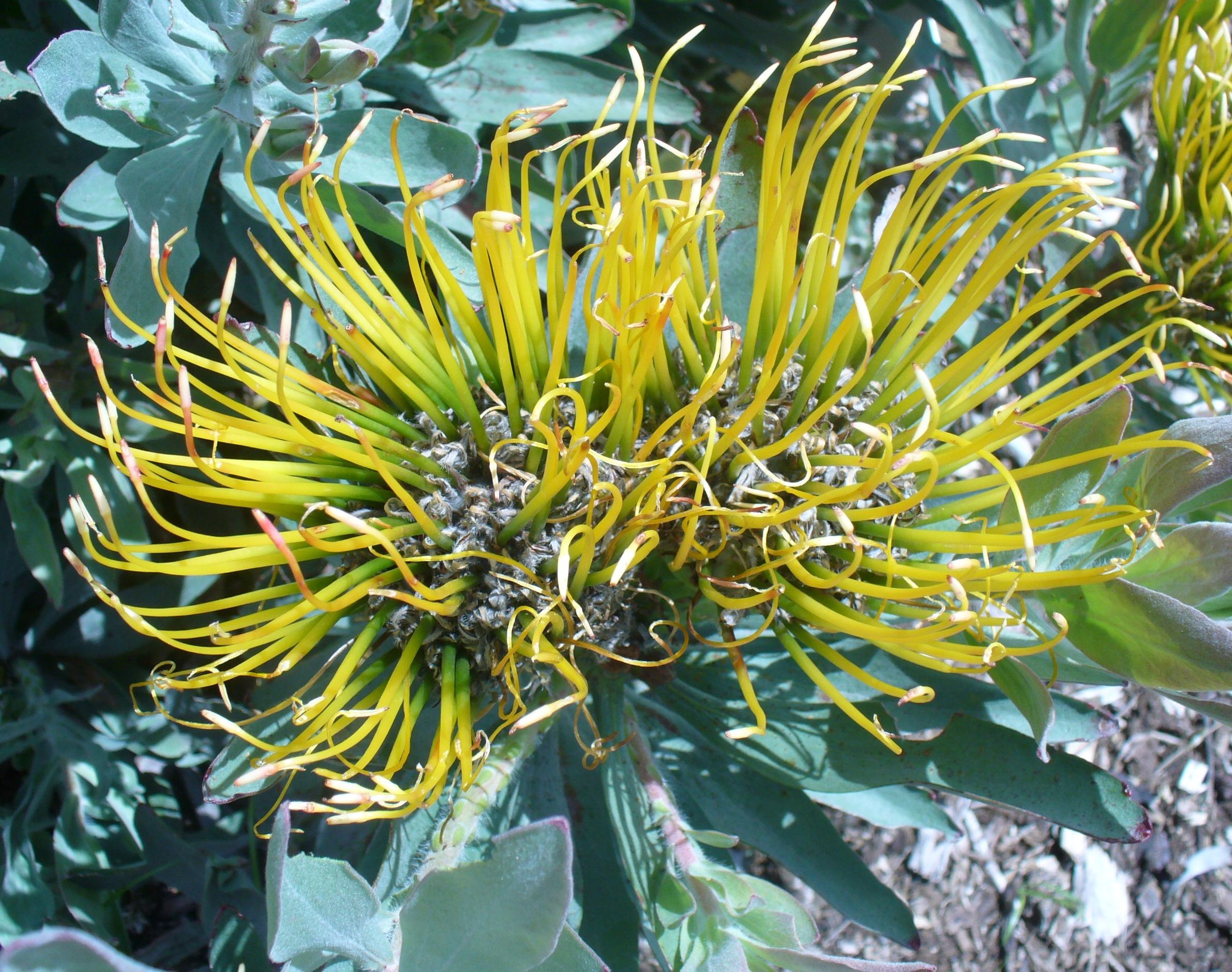
Blütenstand von Leucospermum formosum.

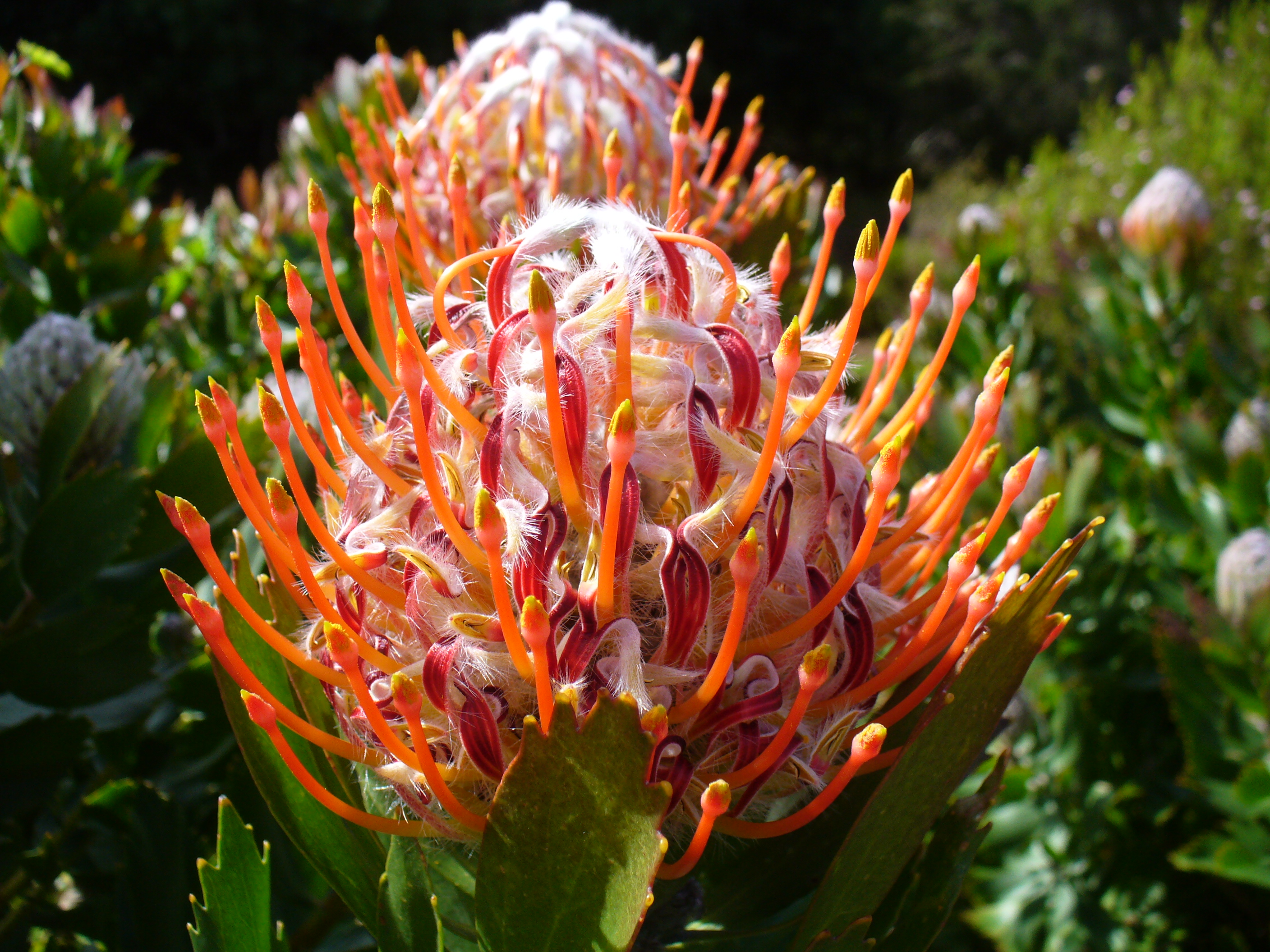
Blütenstand von Leucospermum glabrum.

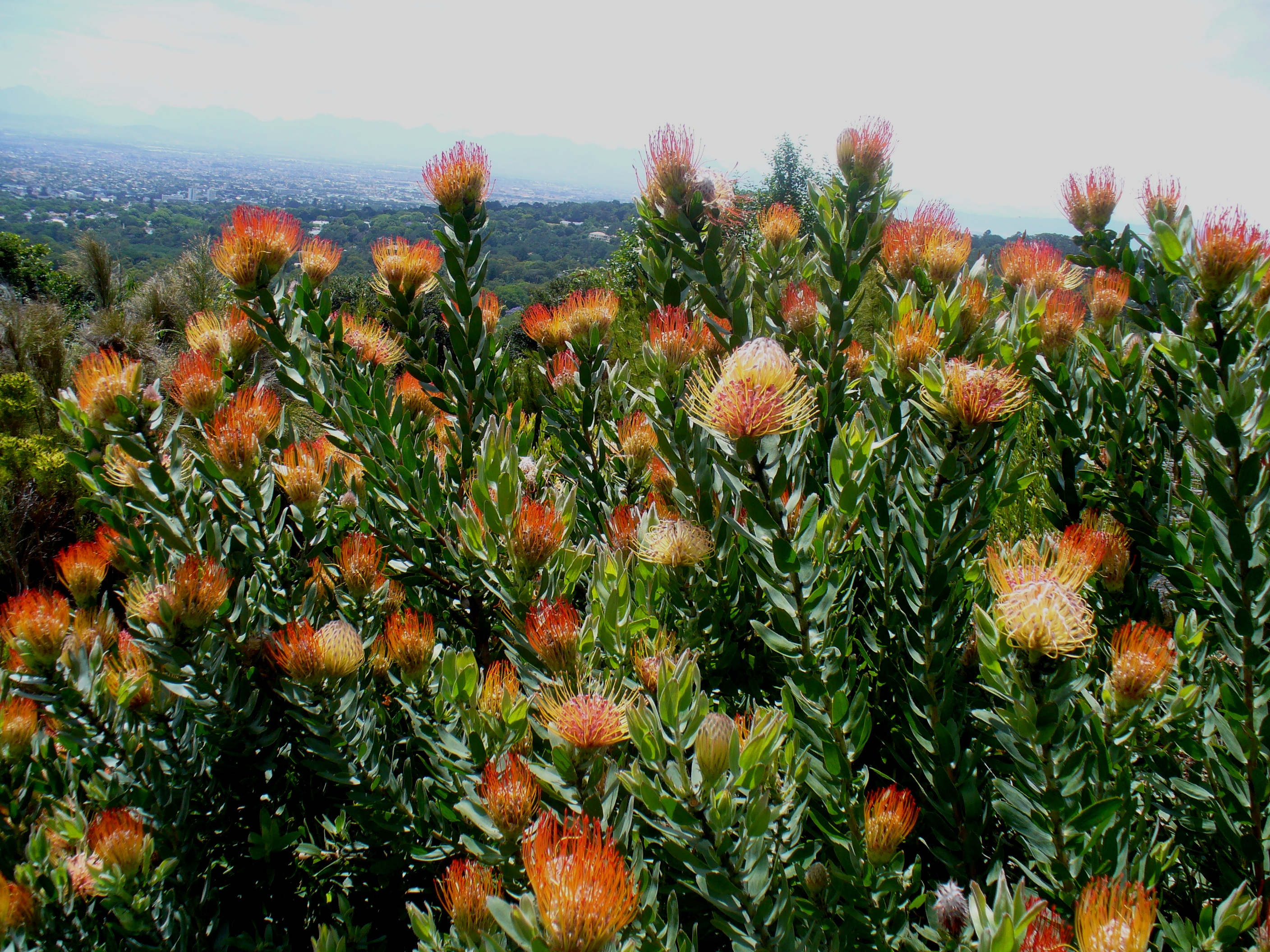
Habitus, Laubblätter und Blütenstände von Leucospermum gueinzii.

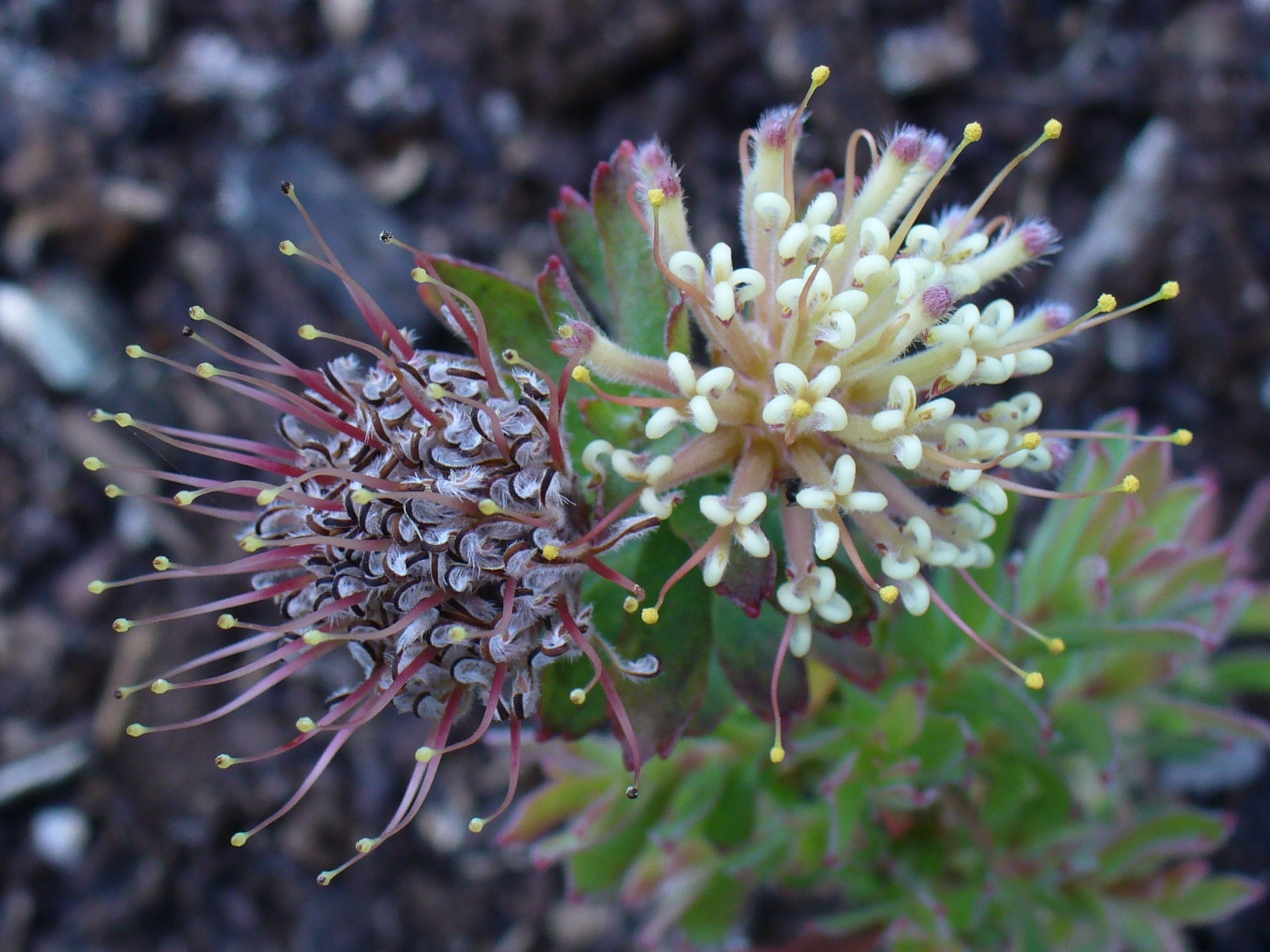
Blütenstände von Leucospermum heterophyllum.

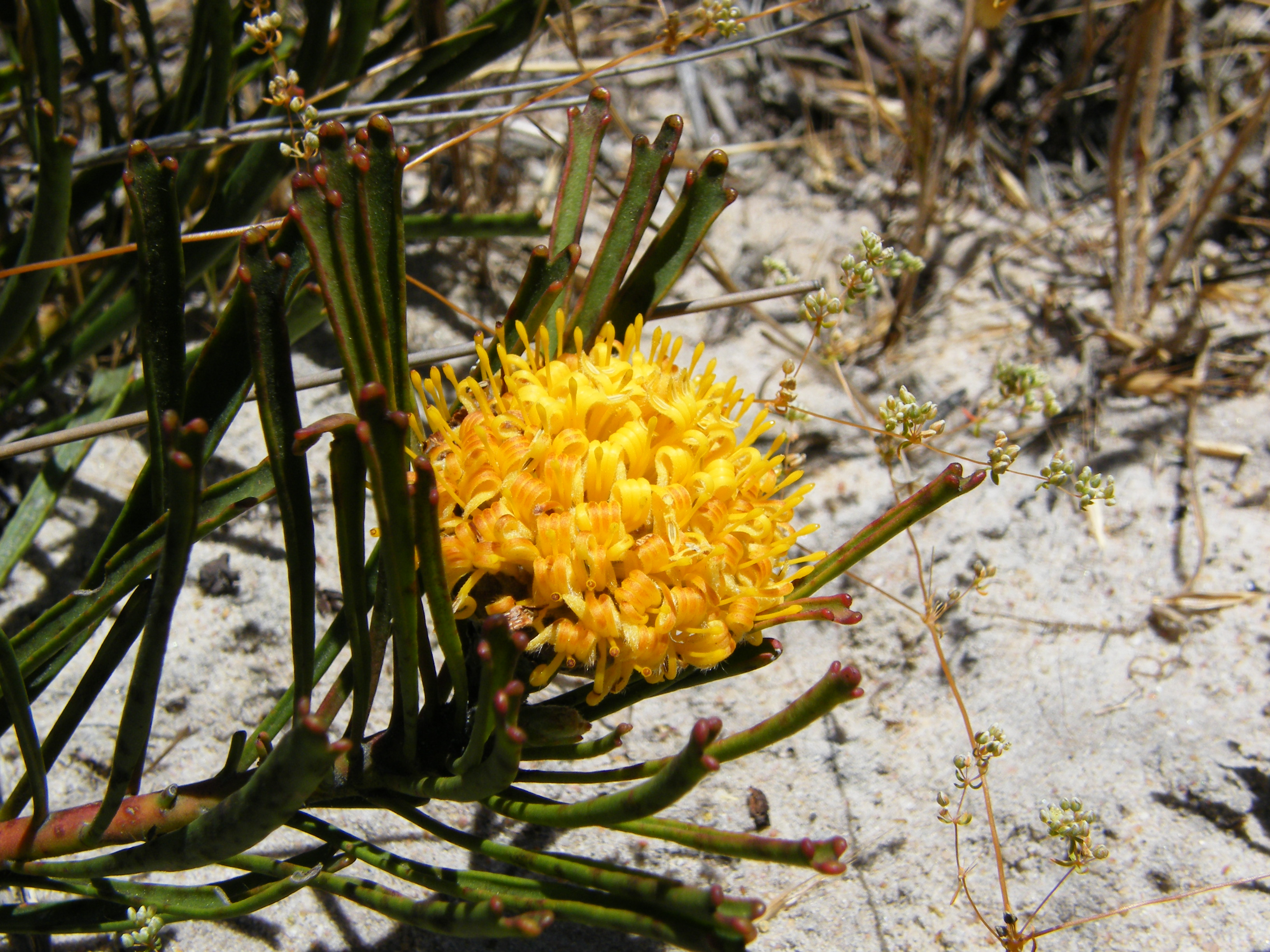
Blütenstand von Leucospermum hypophyllocarpodendron subsp. canaliculatum.

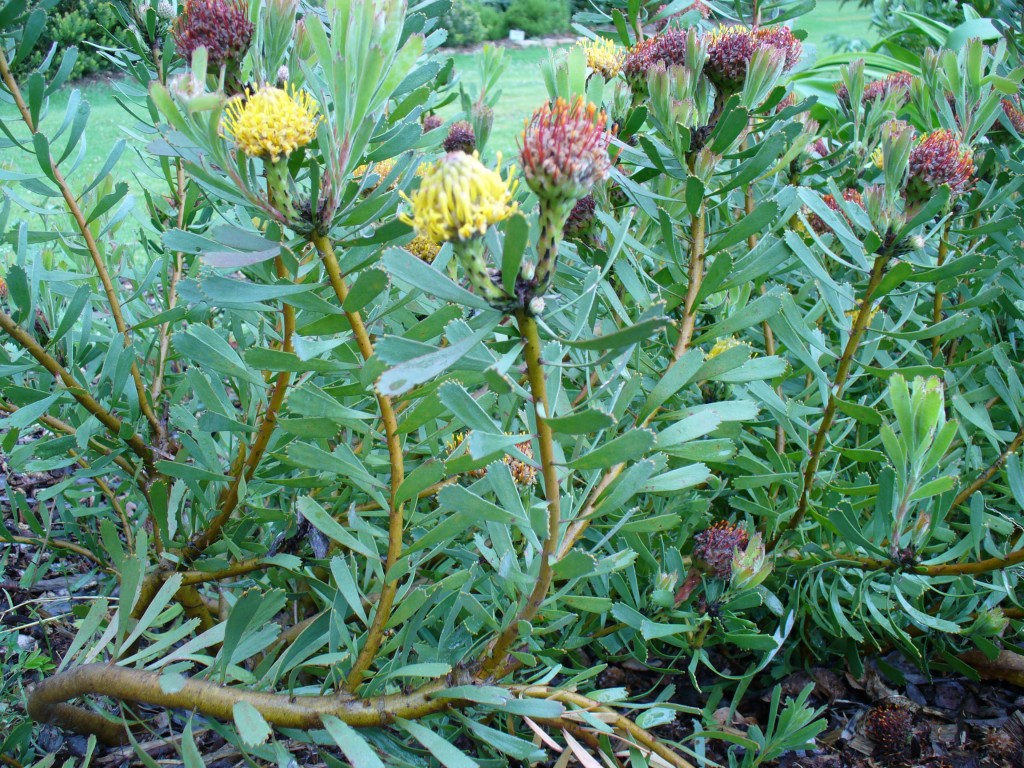
Habitus, Laubblätter und Blütenstände von Leucospermum muirii.

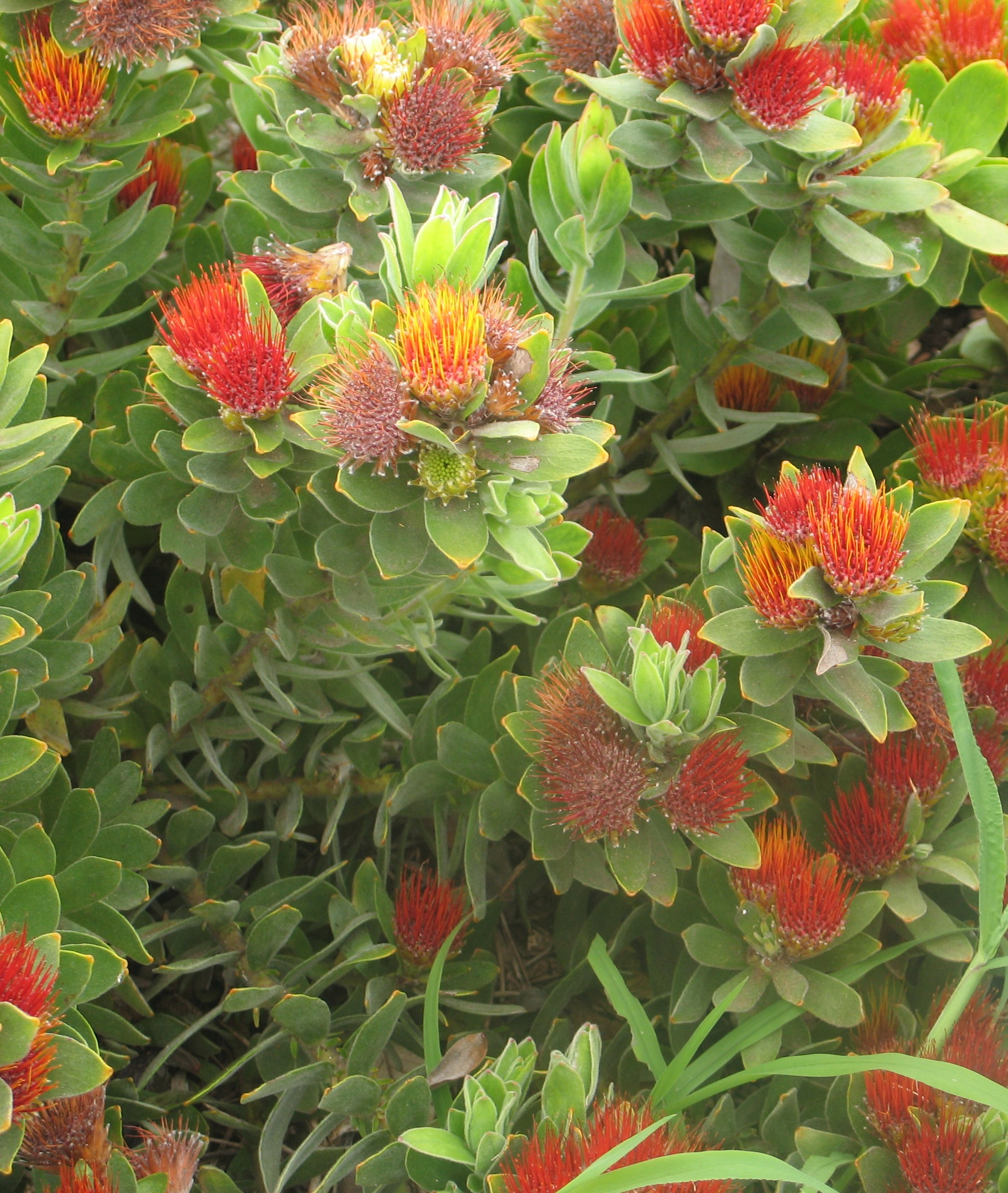
Habitus, Laubblätter und Blütenstände von Leucospermum oleifolium.

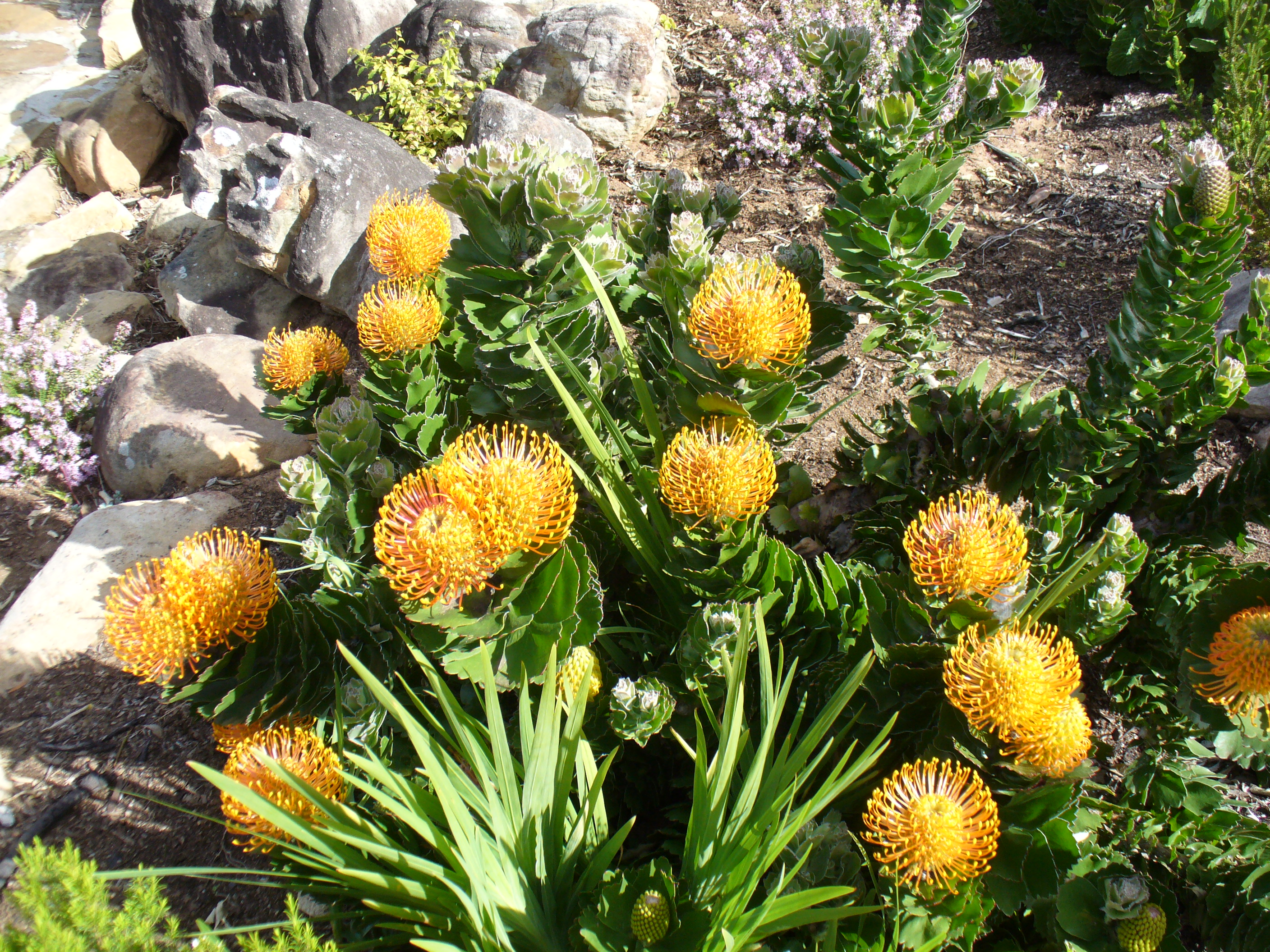
Habitus, Laubblätter und Blütenstände von Leucospermum patersonii.

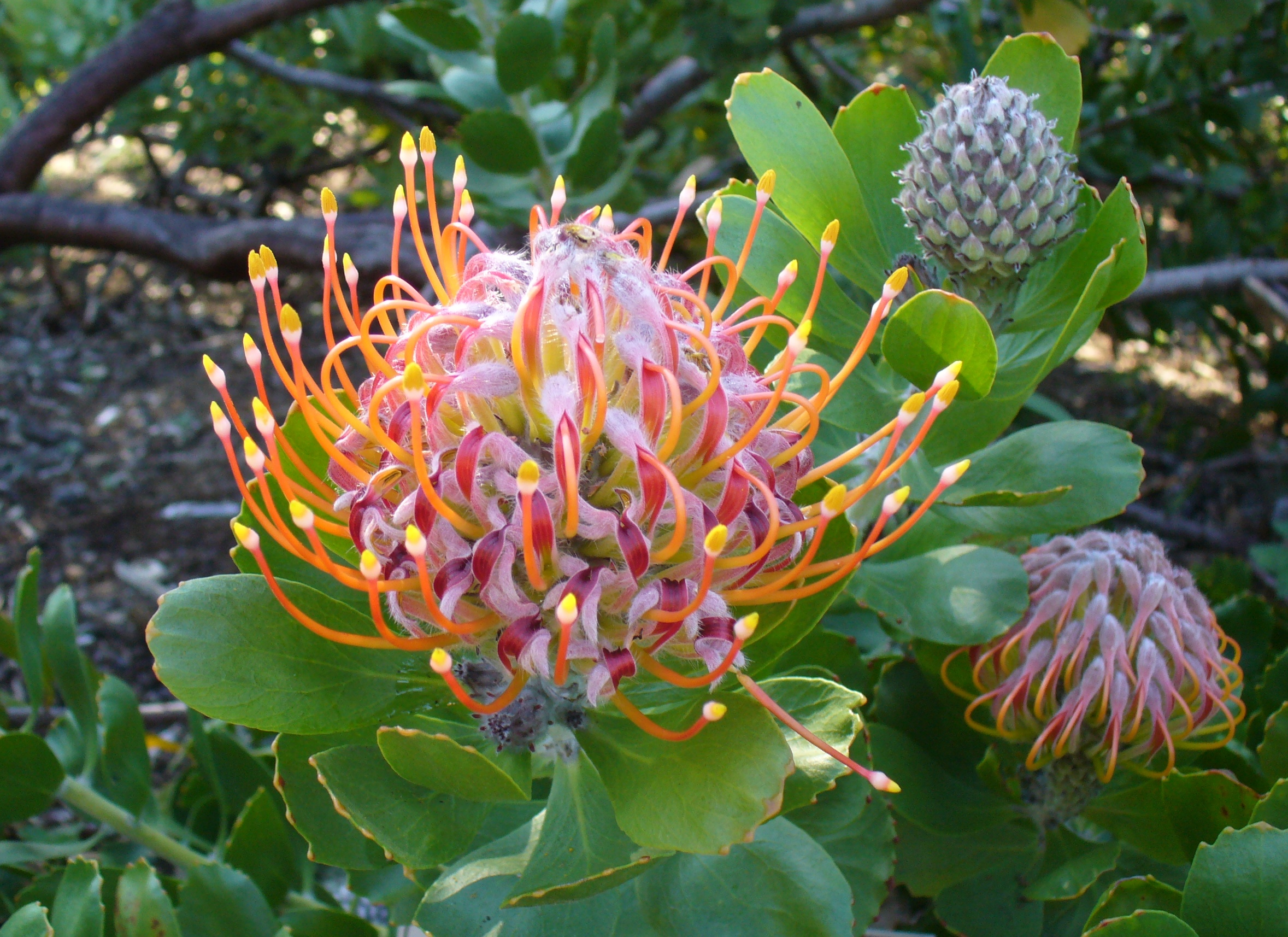
Blütenstände von Leucospermum praecox.

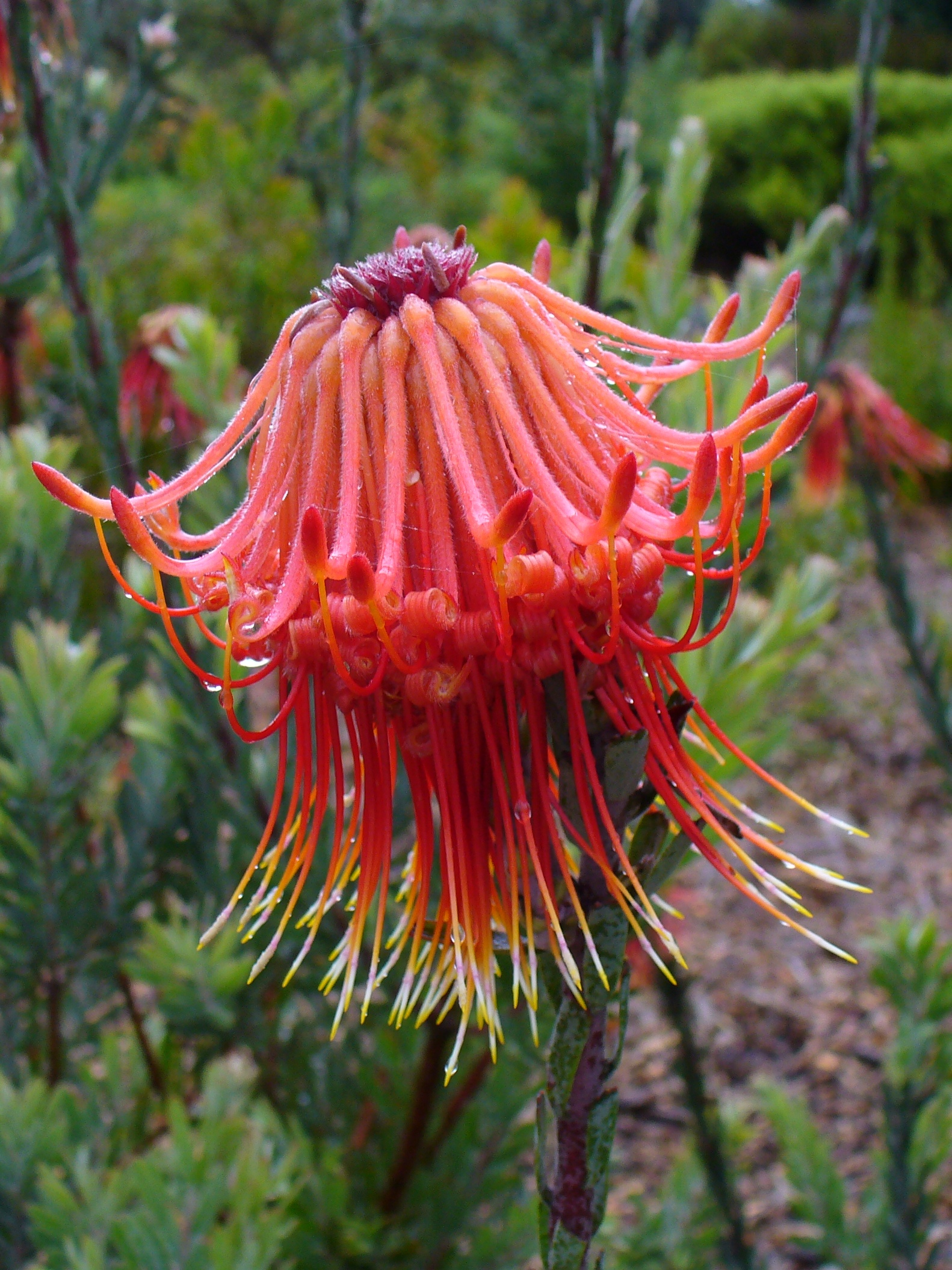
Blütenstand von Leucospermum reflexum mit den namensgebenden zurückgekrümmten Blüten.

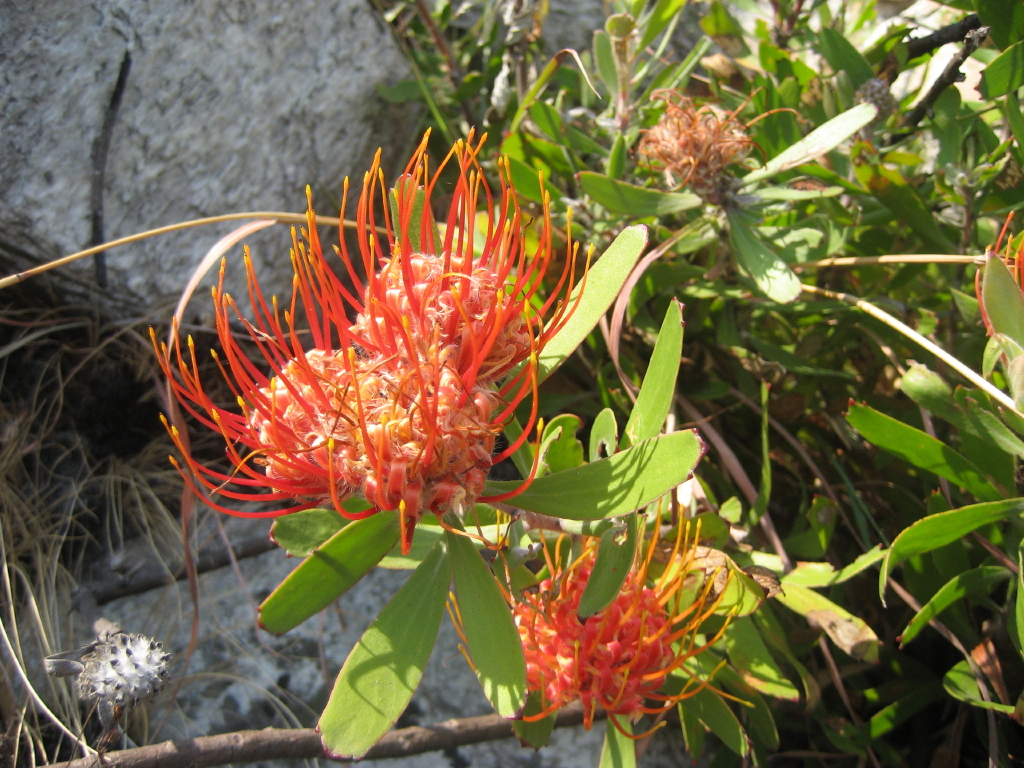
Habitus, Laubblätter und Blütenstände von Leucospermum saxosum.

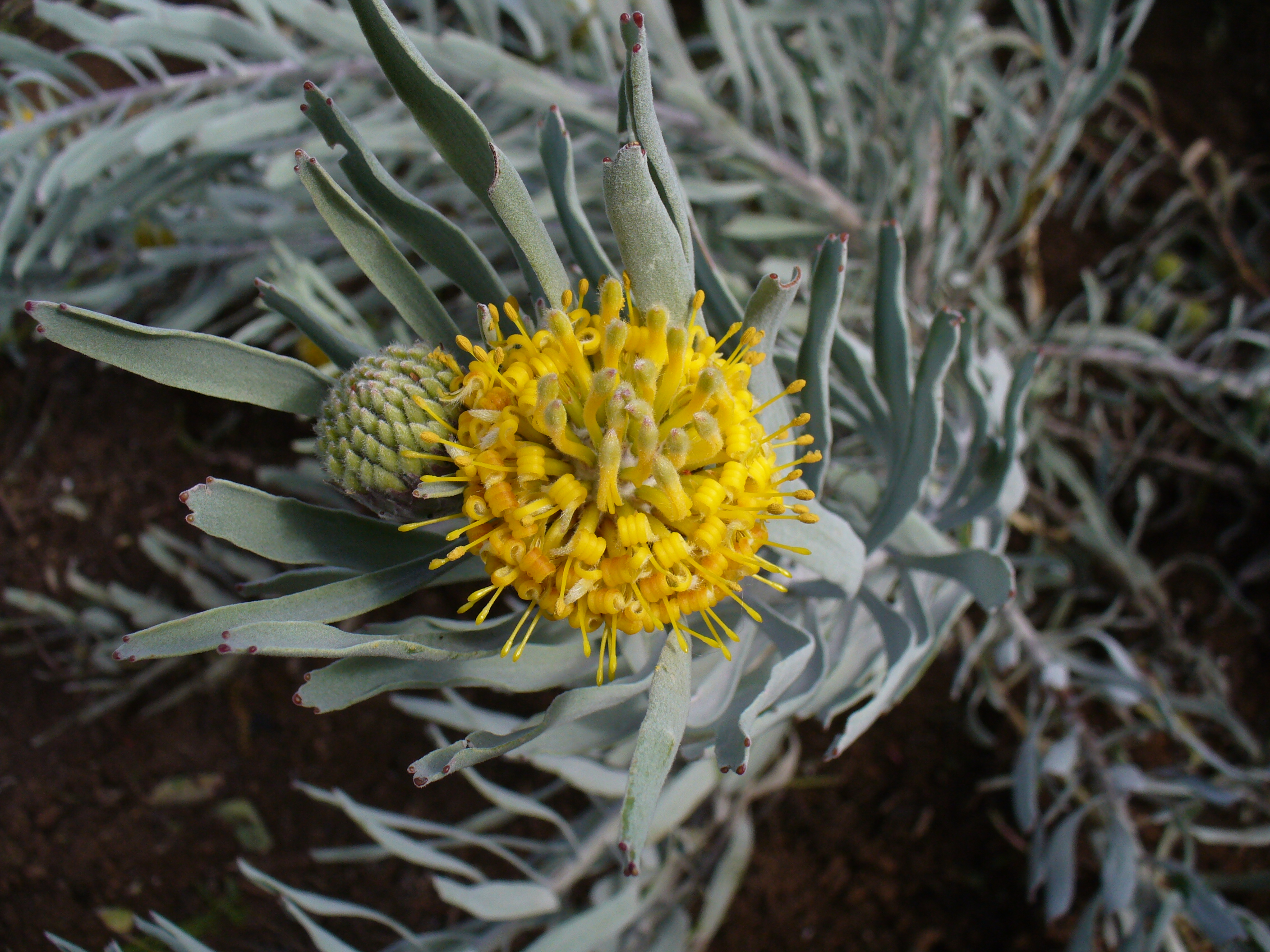
Blütenstände von Leucospermum tomentosum.

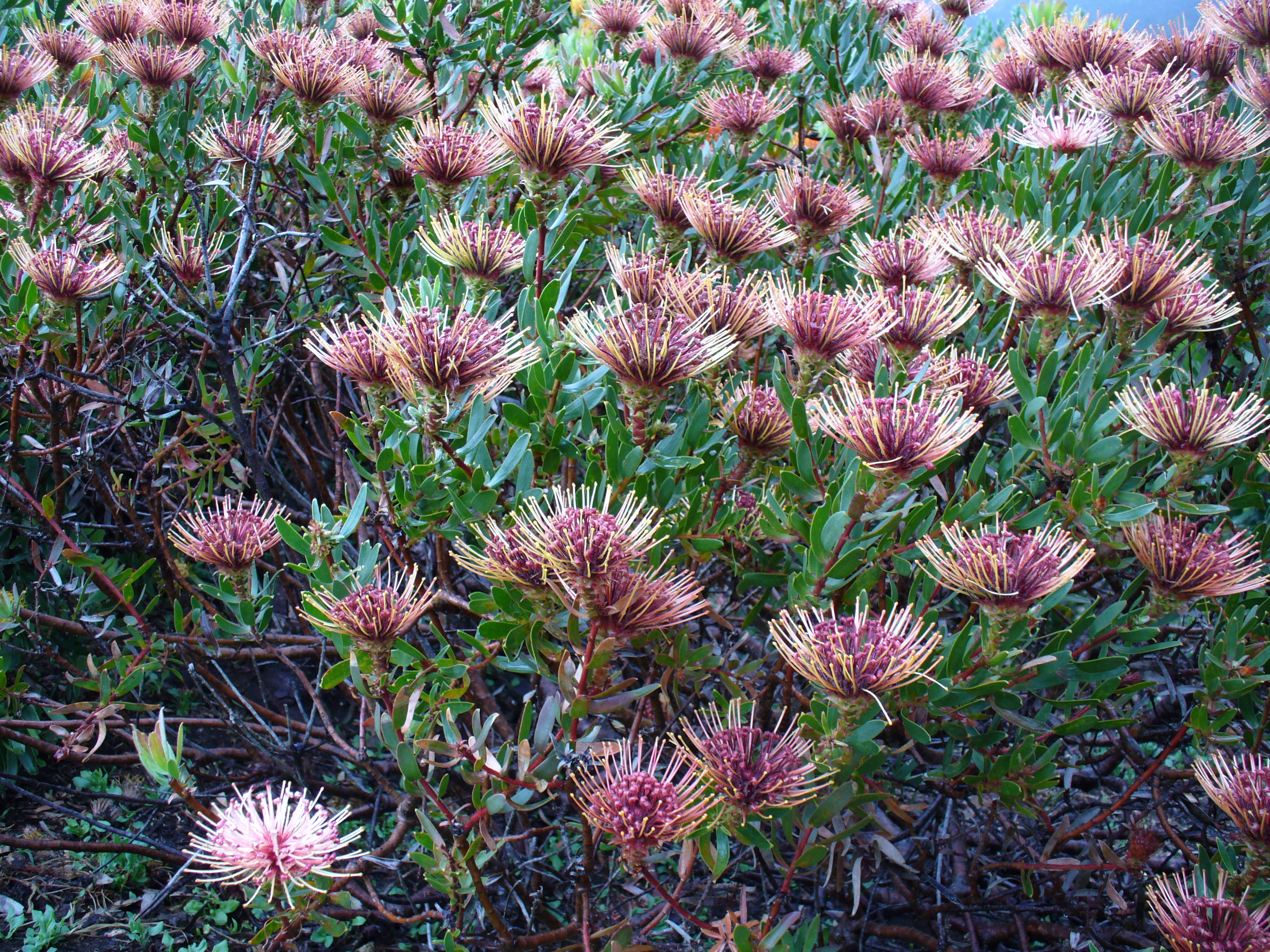
Habitus, Laubblätter und Blütenstände von Leucospermum tottum var. glabrum.

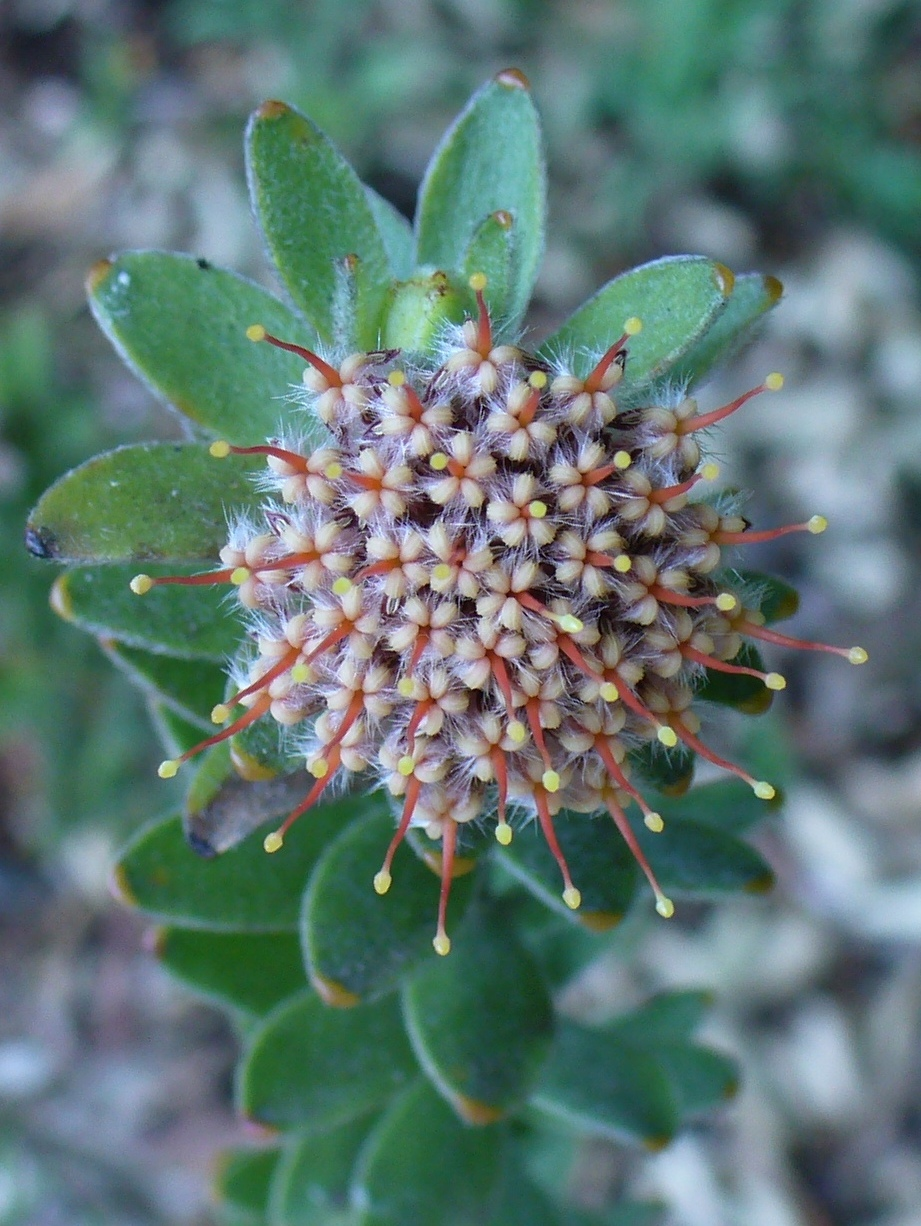
Blütenstand von Leucospermum truncatulum.

Leucospermum-Arten wachsen als kleinere Bäume oder Sträucher, manchmal mit vielen Stämmen oder manchmal kriechend. Die Laubblätter sind wechselständig und spiralig am Zweig angeordnet. Die hartlaubigen Blattspreiten sind oft an ihrem oberen Ende, oft drüsig, gezähnt.
Die relativ kleinen Hochblätter, Hüllblätter, stehen spiralig am Blütenstandsschaft und umhüllen die Blüten nicht. An den Zweigenden stehen die halbkugeligen Blütenstände, Köpfchen, je nach Arten einzeln oder zu wenigen zusammen. Die Blütenstandsachse (Blütenstandsboden) ist konisch bis flach. Die zwittrigen Blüten sind zygomorph und vierzählig mit einfacher Blütenhülle. Meist sind sie von Deckblättern begleitet. Die vier linealischen Blütenhüllblätter (Tepalen) sind röhrig verwachsen. Die oberen drei Blütenhüllblätter sind bis fast zum oberen Ende verwachsen, aber das untere Blütenhüllblatt ist vergrößert und nur an der Basis mit den anderen verwachsen. Es sind vier, meist sitzende Staubblätter vorhanden. Das einzige flaumig behaarte oberständige Fruchtblatt enthält nur eine hängende Samenanlage. Der nur undeutlich vom Fruchtknoten sich abgrenzende, lange Griffel kann abgeflacht sein und verbreitert sich im obersten Bereich in eine auffällige Struktur zur sekundären Pollenpräsentation. Die Pollenpräsentation ist aufrecht, schräg oder seitlich, kreisförmig oder kegelförmig mit enger oder breiter Kante. Es bedeutet also, dass die Leucospermum-Arten protandrisch vormännlich sind.
Die einsamigen Nussfrüchte sind eiförmig bis zylindrisch und kahl oder winzig flaumig behaart.

## Systematik, Vorkommen und Gefährdung
Die Gattung Leucospermum wurde 1810 durch den britischen Botaniker Robert Brown in On the Proteaceae of Jussieu in Transactions of the Linnean Society of London, Volume 10, S. 95–104 aufgestellt. Der Gattungsname Leucospermum leitet sich von den griechischen Wörtern leukos für weiß und sperma für Samen ab, dies bezieht sich auf die weißen Samen vieler Arten. Typusart ist Leucospermum hypophyllum R.Br. Der Gattungsname Leucospermum R.Br. nom. cons. und die Typusart ist nach den Regeln der ICBN (Vienna ICBN Art. 14.9 & App. III) konserviert.
Die Gattung Leucospermum gehört zur Subtribus Leucadendrinae aus der Tribus Leucadendreae in der Unterfamilie Proteoideae innerhalb der Familie Proteaceae.
Das Verbreitungsgebiet der Gattung Leucospermum ist das südliche Afrika. Das Zentrum der Artenvielfalt sind die südwestlichen und südlichen Gebiete des Westkap, einige Arten kommen auch in den südafrikanischen Provinzen Ostkap sowie KwaZulu-Natal vor. Nur eine Art, Leucospermum saxosum, reicht auch bis Mosambik und Simbabwe.
Es gibt etwa 50 Leucospermum-Arten (mit Bewertung der Gefährdung nach der Roten Liste der Gefährdeten Pflanzenarten Südafrikas):
- Leucospermum arenarium Rycroft: Sie kommt nur im Leipoldtville-Sand-Fynbos von Redelinghuys bis Aurora und um Malmesbury im Westkap vor. Sie wird als „Critically Endangered“ = „vom Aussterben bedroht“ bewertet. Durch Habitatverlust auf Grund von Ackerbau ging bis 1992 etwa die Hälfte der Populationen verloren, danach ging wieder etwa ein Drittel aus den gleichen Gründen und Invasive Pflanzenarten, Verschmutzung sowie Habitatdegradation verloren. Es wird vorhergesagt, dass durch den Klimawandel diese Art bis 2025 aussterben wird.
- Leucospermum bolusii Gand.: Dieser seltene Endemit kommt nur von Gordon's Bay bis Kogel Bay im Westkap vor und gedeiht im Fynbos über Sandstein. Er ist potentiell gefährdet durch Feuer, invasive Pflanzenarten und Verstädterung. Diese Art gilt als „Near Threatened“ = „gering gefährdet“, da die Bestände stabil sind.
- Leucospermum calligerum (Salisb. ex Knight) Rourke: Sie ist im Westkap verbreitet. Sie wird als „Least Concern“ = „nicht gefährdet“ bewertet, da ihre Bestände stabil sind.
- Leucospermum catherinae Compton: Sie kommt von Cederberg bis zu den Hex River Bergen im Westkap vor. Einzelne Bestände gehen zurück und einige Vorkommen wurden wieder- oder neuentdeckt. Sie gedeiht im mediterranen Klima im Winterregengebiet bei Jahresniederschlägen von über 1000 mm. Diese Art wird leicht übersehen und so sind genauen Angaben nicht vorhanden. Überweidung und Feuer schädigen einzelne Bestände. Sie gilt als „Endangered“ = „stark gefährdet“.
- Leucospermum conocarpodendron (L.) H.Buek: Es gibt zwei Unterarten:
  - Leucospermum conocarpodendron (L.) H.Buek subsp. conocarpodendron: Dieser Endemit kommt nur auf der nördlichen Kap-Halbinsel vor. Die nur fünf Populationen sind durch Verstädterung, Feuer und Invasive Arten gefährdet. Diese Varietät gilt als „Endangered“ = „stark gefährdet“.
  - Leucospermum conocarpodendron subsp. viridum Rourke: Sie kommt an vielen Fundorten im Westkap vor. Da sie im Fynbos über Sandstein meist auf felsigen Standorten gedeiht, bleibt es bei Feuer kühler und die Gefährdung ist geringer. Ackerbau, Verstädterung und invasive Pflanzenarten haben die Bestände schrumpfen lassen, dies wird sich fortsetzen. Ein Standort auf der Kaphalbinsel ist geschützt. Sie gilt als „Near Threatened“ = „gering gefährdet“.
- Leucospermum cordatum E.Phillips: Dieser Endemit kommt nur in Kogelberg im Westkap vor. Die nur zwei Standorte sind durch Habitatdegradation und -verlust sowie durch Invasive Arten bedroht. Diese Art gilt als „Endangered“ = „stark gefährdet“.
- Leucospermum cordifolium (Salisb. ex Knight) Fourc.: Sie kommt nur von Kogelberg bis Soetanysberg im Westkap vor und gedeiht im Fynbos über Sandstein. Besonders ausgraben von Wildpflanzen dieser dekorativen Art haben die Bestände auf etwa ein Drittel schrumpfen lassen, dies scheint sich fortzusetzen. Diese Art gilt als „Near Threatened“ = „gering gefährdet“. Von dieser Art gibt es viele Sorten, die als Zierpflanzen in Parks und Gärten verwendet werden. „Gartenflüchtlinge“ gefährden die Wildpopulationen.
- Leucospermum cuneiforme (Burm.f.) Rourke: Das Verbreitungsgebiet ist das Ostkap und Westkap in Höhenlagen zwischen 0 und 1000 Meter. Die Exemplare sind feuerresistent. Sie wird als „Least Concern“ = „nicht gefährdet“ bewertet, da die Bestände stabil sind.
- Leucospermum erubescens Rourke: Die Bestände dieser seltenen Art gelten als stabil. Es ist ein Habitatspezialist an nach Norden exponierten Hängen. Dieser Endemit kommt nur im nördlichen Langeberg im Fynbos über Sandstein im Westkap vor.
- Leucospermum formosum (Andrews) Sweet: Sie kommt nur von den Riviersonderend bis Outeniqua Bergen im Westkap vor und gedeiht im Fynbos über Sandstein meist an feucht nach Süden exponierten Hängen. Drei der sechs Fundorte sind bereits verloren gegangen. Viele negative Faktoren führen zur weiteren Reduzierung der Bestände. Sie gilt als „Endangered“ = „stark gefährdet“.
- Leucospermum fulgens Rourke: Sie kommt nur an einem Standort von Potberg bis Cape Infanta im Westkap vor. Sie gedeiht im Fynbos nur auf colluvialen Böden. Invasive Pflanzenarten verschlechtern die Standortbedingungen. Feuer und Landwirtschaft sind weitere Gefahren für diese Art. Sie wird als „Critically Endangered“ = „vom Aussterben bedroht“ bewertet.
- Leucospermum gerrardii Stapf: Ihr Verbreitungsgebiet weicht von den meisten Arten ab. Sie kommt in KwaZulu-Natal und Mpumalanga vor. Fundorte gibt es in Barberton und Carolina, auf der Swaziland-Schichtstufe, in Mapumulo, Ndwedwe und New Hanover. An ihren Fundorten ist es eine relativ häufige Art. Sie gedeiht im Ngongoni- sowie Mistbelt-Grasland auf flachen Böden über Sandstein in Höhenlagen zwischen 900 und 1100 Meter zusammen mit Serpentingestein. Die Exemplare überstehen normale Buschfeuer. Durch Kiefern-Aufforstung, Weiden teilweise mit Überweidung, zu häufige Feuer und die natürlich fragmentierten Populationen ist diese Art bedroht und die Bestände sind in den letzten 100 Jahren um etwa ein Drittel geschrumpft. Sie gilt als „Near Threatened“ = „gering gefährdet“, obwohl die Bestände fortlaufend abnehmen.
- Leucospermum glabrum E.Phillips: Sie kommt nur in den Outeniqua sowie Tsitsikamma Bergen vor und gedeiht im Fynbos an feuchten Südhängen über Sandstein. Es sind nur noch weniger als 1000 ausgewachsene Exemplare vorhanden. Sie gilt als „Endangered“ = „stark gefährdet“.
- Leucospermum gracile (Salisb. ex Knight) Rourke: Sie kommt nur von den Kleinrivier-Bergen bis Bredasdorp im Westkap vor und gedeiht im Fynbos über Sandstein. Die Bestände sind um etwa ein Drittel geschrumpft, aber nur ein Fünftel der Flächen sind durch Verstädterung und Invasive Pflanzenarten bedroht. Sie gilt als „Near Threatened“ = „gering gefährdet“, obwohl die Bestände fortlaufend abnehmen.
- Leucospermum grandiflorum (Salisb.) R.Br.: Sie kommt nur von Paardeberg bis Paarl im Westkap vor und gedeiht im Fynbos über Granit. Es sind nur noch fünf Fundorte bekannt. Es besteht eine Gefährdung durch Sammeln, Aufforstung, Ackerbau und invasive Pflanzenarten. Die Zahl der ausgewachsenen Exemplare und die Qualität der Habitate geht zurück. Sie gilt als „Endangered“ = „stark gefährdet“.
- Leucospermum gueinzii Meisn.: Sie gedeiht an feuchten Standorten im Fynbos über Schiefer oder Granit von Jonkershoek bis zu Groenland-Bergen im Westkap. An den nur fünf Standorten gehen die Bestände weiter zurück durch Ausweitung von Weingärten und Aufforstung sowie Invasive Pflanzenarten. Sie gilt als „Endangered“ = „stark gefährdet“.
- Leucospermum hamatum Rourke: Dieser Endemit kommt nur an fünf Standorten am Klein Moeras River und in den Outeniqua-Bergen im Westkap vor. Sie gedeiht nur im Fynbos des südlichen Outeniqua-Sandstein-Gebietes. Die Hauptgefährdung erfolgt durch Invasive Pflanzenarten. Die Hakea-Bestände wurden entfernt, aber sie können aus nahegelegenen Beständen wieder einwandern. Auch durch Feuer und Habitatdegradation ist sie bedroht. Leucospermum hamatum gilt als „Endangered“ = „stark gefährdet“.
- Leucospermum harpagonatum Rourke: Dieser Endemit kommt nur in Riviersonderend-Bergen nahe McGregor im Westkap vor und gedeiht nur im nördlichen Sonderend-Sandstone-Fynbos. Es ist nur ein Standort mit derzeit nur 200 ausgewachsenen Exemplaren bekannt. Dieser Standort ist durch Feuer, Habitatdegration und -verlust gefährdet. Durch Sammeln für Schnittblumen, Verstädterung und eine invasive Ameisen-Art gehen die Bestände zurück. Diese wird als „Critically Endangered“ = „vom Aussterben bedroht“ bewertet.
- Leucospermum heterophyllum (Thunb.) Rourke: Sie kommt nur von Elim bis De Hoop im Westkap vor und gedeiht hauptsächlich im „Elim Ferricrete Fynbos“. In den letzten 100 Jahren reduzierten sich die Bestände durch Ackerbau, Überweidung, Verstädterung, Bergbau und Invasive Pflanzenarten auf die Hälfte. Sie gilt als „Endangered“ = „stark gefährdet“.
- Leucospermum hypophyllocarpodendron (L.) Druce: Es gibt zwei Unterarten:
  - Leucospermum hypophyllocarpodendron subsp. canaliculatum (H.Buek ex Meisn.) Rourke: Sie kommt in Piketberg, Hopefield, Cape Flats, Riebeek Kasteel und im Tal des Breede River im Westkap vor. Sie gilt als „Vulnerable“ = „gefährdet“.
  - Leucospermum hypophyllocarpodendron (L.) Druce subsp. hypophyllocarpodendron: Sie kommt auf der Kaphalbinsel, auf den Kapebenen, im Berg River Tal und auf den Elim Küstenebenen im Westkap vor. Sie gilt als „Vulnerable“ = „gefährdet“.
- Leucospermum innovans Rourke: Sie kommt in den südafrikanischen Provinzen Ostkap sowie KwaZulu-Natal vor. Das Hauptareal liegt im Pondoland vom Umtamvuna River bis Ntsubane. Isolierte Fundorte gibt es in der Nähe von Paddock und Uvongo in südlichen KwaZulu-Natal. Sie gedeiht im Küstengürtel des Indischen Ozeans Coastal Belt hauptsächlich im „Pondoland-Natal Sandstone Coastal Sourveld“ in flachen Böden in Höhenlagen zwischen 100 und 600 Meter. Durch Habitatdegradation und -verlust verursacht durch Feuer, Ackerbau und Aufforstung ist sie bedroht. Die Fundorte sind fragmentiert. Sie gilt als „Endangered“ = „stark gefährdet“.
- Leucospermum lineare R.Br.: Sie kommt von Bain's Kloof bis Hottentots Holland und in den Villiersdorp-Bergen im Westkap vor und gedeiht im Fynbos über Granit. Viele negative Einflüsse, beispielsweise Sammeln beeinträchtigen die Bestände. Sie gilt als „Vulnerable“ = „gefährdet“, da die Bestände abnehmen.
- Leucospermum muirii E.Phillips: Sie kommt nur von Stilbaai bis zum Gourits River im Westkap vor und gedeiht hauptsächlich im Fynbos im Albertinia-Sand-Gebiet. Es ist nur ein Standort mit einigen Tausend Exemplaren bekannt. Dieser Bestand ist schon durch viele Einflüsse stark zurückgegangen und es wird vermutet, dass sich dies auch durch den Klimawandel fortsetzt. Diese Art gilt als „Endangered“ = „stark gefährdet“.
- Leucospermum mundii Meisn.: Die Bestände dieser seltenen Art gelten als stabil. Sie kommt nur in der Langeberg-Kette im Fynbos über Sandstein im Westkap vor.
- Leucospermum oleifolium (P.J.Bergius) R.Br.: Sie kommt von Du Toit's Kloof bis Caledon Swartberg im Westkap vor. Sie wird als „Least Concern“ = „nicht gefährdet“ bewertet, da die Bestände stabil sind. Ihre Sorten werden in Parks und Gärten als Zierpflanzen verwendet.
- Leucospermum parile (Salisb. ex Knight) Sweet: Sie kommt in Dassenberg und Paardeberg im Westkap vor. Hauptsächlich gedeiht sie im Fynbos im Atlantis-Sand-Gebiet und überlebt gut auf gestörten Flächen. Verstädterung, Ackerbau und Invasive Pflanzen haben die Bestände auf etwa die Hälfte schrumpfen lassen, dies wird auch durch den Klimawandel weiter gehen. Sie gilt als „Endangered“ = „stark gefährdet“.
- Leucospermum patersonii E.Phillips: Sie kommt von Kleinmond bis Agulhas im Westkap vor und gedeiht im Fynbos über Kalkstein. Viele negative Einflüsse, beispielsweise Sammeln beeinträchtigen die Bestände. Sie gilt als „Vulnerable“ = „gefährdet“, da die Bestände abnehmen.
- Leucospermum pedunculatum Klotzsch: Sie ist im Westkap verbreitet. Sie wird als „Least Concern“ = „nicht gefährdet“ bewertet, da die Bestände stabil sind.
- Leucospermum pluridens Rourke: Sie kommt nur von Rooiberg bis zum Robinson's Pass im Westkap vor. Es gibt einige, fragmentierte kleine Fundorte. Sie gilt als „Near Threatened“ = „gering gefährdet“, obwohl die Bestände aus unbekannten Gründen abnahmen, jetzt aber wohl stabil sind.
- Leucospermum praecox Rourke: Sie kommt vom Gourits River bis Mossel Bay vor. Sie gedeiht im Fynbos auf sauren tertiären Sanden im Bereich von Kalkgestein in Küstennähe. Viele negative Einflüsse, beispielsweise Sammeln beeinträchtigen die Bestände. Sie gilt als „Vulnerable“ = „gefährdet“, da die Bestände abnehmen.
- Leucospermum praemorsum (Meisn.) E.Phillips: Das Verbreitungsgebiet reicht von Namaqualand bis zu den Cederbergen, umfasst damit auch das Nordkap und Westkap. Sie gedeiht im trockenen Fynbos sowie auf Dünenkämmen. Ackerbau, Überweidung, Feuer und Grundwasserentnahme bedrohen die Bestände. Sie gilt als „Vulnerable“ = „gefährdet“, da die Bestände abnehmen.
- Leucospermum profugum Rourke: Dieser Endemit gedeiht nur in Piketberg in Höhenlagen zwischen 700 und 800 Meter an gutdrainierten Standorten mit Felsaufschlüssen über Sandstein. Feuer gefährden die nur drei bekannten kleinen Populationen. Diese Art gilt als „Endangered“ = „stark gefährdet“.
- Leucospermum prostratum (Thunb.) Stapf: Sie kommt von den Groenland-Bergen bis zu den Elim-Ebenen im Westkap vor und gedeiht im Fynbos auf Sand oder Sandstein. Eine Bedrohung erfolgt durch Habitatdegradation und -verlust sowie durch invasive Pflanzenarten. Zwischen Rooiels und Hermanus gefährdet Verstädterung diese Art. Sie gilt als „Vulnerable“ = „gefährdet“.
- Leucospermum reflexum H.Buek ex Meisn.: Sie kommt nur in Pakhuis und der nördlichen Cederberg-Kette im Westkap vor und gedeiht im Fynbos über Sandstein. Außer einem geschützten Standort sind alle Bestände durch die Ausweitung von Rooibostee-Plantagen bedroht. Sie gilt als „Near Threatened“ = „gering gefährdet“, da die Bestände stabil sind. Es gibt zwei Varietäten:
- Leucospermum reflexum var. luteum Rourke
- Leucospermum reflexum H.Buek ex Meisn. var. reflexum
- Leucospermum rodolentum (Salisb. ex Knight) Rourke: Das Verbreitungsgebiet reicht vom Namaqualand bis zur Kaphalbinsel. Durch Habitatverlust, verursacht durch Ackerbau und durch Grundwasserentnahme, sind die Populationen in den letzten 60 Jahren um etwa 30 % und die Areale um etwa 43 % zurückgegangen. Die Populationen sind fragmentiert und die Exemplare sterben bei Trockenheit zunehmend ab. Sie gilt als „Vulnerable“ = „gefährdet“.
- Leucospermum royenifolium (Salisb. ex Knight) Stapf: Das Verbreitungsgebiet ist das Ostkap und Westkap. Sie wird als „Least Concern“ = „nicht gefährdet“ bewertet, da die Bestände stabil sind.
- Leucospermum saxatile (Salisb. ex Knight) Rourke: Dieser Endemit kommt nur auf der Langeberg-Kette auf dem Garcia's-Pass vor und gedeiht im Fynbos über Sandstein. Durch Ackerbau gingen Habitate verloren, sodass nur noch drei Standorte verblieben sind und diese sind weiterhin durch Feuer und Ackerbau gefährdet. Diese Art gilt als „Endangered“ = „stark gefährdet“.
- Leucospermum saxosum S.Moore: Ihr Verbreitungsgebiet weicht von den anderen Arten stark ab. Sie kommt in Mpumalanga sowie Limpopo in den Drakensbergen und Simbabwe sowie Mosambik vor. Sie gilt als „Endangered“ = „stark gefährdet“.
- Leucospermum secundifolium Rourke: Die Bestände dieser seltenen Art gelten als stabil. Sie kommt nur in den Klein-Swartberg-Bergen an Berghängen und im Fynbos über Sandstein im Westkap vor.
- Leucospermum spathulatum R.Br.: Sie kommt von Cederberg bis Koue Bokkeveld und in Kwadousberg nahe Worcester im Westkap vor und gedeiht im Fynbos über Sandstein. Die vielen kleinen Populationen kommen in größeren Höhenlagen vor. Sie gilt als „Near Threatened“ = „gering gefährdet“, obwohl die Bestände abnehmen.
- Leucospermum tomentosum (Thunb.) R.Br.: Sie kommt von Hopefield bis Bokbaai im Westkap vor. Sie gedeiht auf tertiären und jungen Sandflächen an und nahe der Küste in Höhenlagen zwischen 0 und 80 Meter. Diese noch relativ häufige Art geht in den Beständen aktuell zurück durch Habitatverlust, da in Küstennähe der Ackerbau zunimmt. Durch invasive Acacia-Arten erfolgt eine Bedrohung. Sie gilt als „Vulnerable“ = „gefährdet“, da die Bestände aktuell abnehmen.
- Leucospermum tottum (L.) R.Br.: Es gibt zwei Varietäten:
  - Leucospermum tottum var. glabrum E.Phillips: Dieser Endemit kommt nur in den „Western Hex River Mountains“ im Westkap vor und gedeiht im Fynbos über Sandstein. Durch Feuer und Invasive Arten sind die aktuell nur 200 ausgewachsenen Exemplare bedroht. Diese Varietät wird als „Critically Endangered“ = „vom Aussterben bedroht“ bewertet.
  - Leucospermum tottum (L.) R.Br. var. tottum: Im Westkap kommt sie in Cederberg, Koue Bokkeveld, Groot Winterhoek Mountains, Skurweberg, von den Hex River Bergen bis zu den Du Toit's Kloof Bergen und Piketberg vor. Sie gedeiht im Fynbos über Sandstein auf meist freistehenden Felsen. Grundwasserentnahme führt an einigen Standorten zum Absterben der Exemplare. Diese Varietät scheint auf Trockenheit negativ zu reagieren. Feuer reduzieren auch die Bestände. Sie gilt als „Near Threatened“ = „gering gefährdet“.
- Leucospermum truncatulum (Salisb. ex Knight) Rourke: Sie kommt nur von Nuweberg bis Soetanysberg im Westkap vor und gedeiht im Fynbos über Sandstein. Obwohl die Fundorte geschützt sind, sind sie durch Sammeln, invasive Pflanzenarten und Protea-Plantagen bedroht. Sie gilt als „Near Threatened“ = „gering gefährdet“, obwohl die Bestände abnehmen.
- Leucospermum truncatum (H.Buek ex Meisn.) Rourke: Sie kommt im Westkap vor. Sie wird als „Least Concern“ = „nicht gefährdet“ bewertet, da die Bestände stabil sind.
- Leucospermum utriculosum Rourke: Sie kommt im Tal des Breede River von Robertson bis Stormsvlei und auf den Vorbergen des Potberges im Westkap vor. Sie gedeiht in Höhenlagen zwischen 60 und 700 Meter an trockenen, felsigen Nordhängen. Sie wird als „Least Concern“ = „nicht gefährdet“ bewertet, da die Bestände stabil sind.
- Leucospermum vestitum (Lam.) Rourke: Sie kommt nur noch von der Cederberg-Kette bis zum Tal des Breede River südlich von Wolseley im Westkap vor. Die isolierten Bestände von Paarl bis zur Kaphalbinsel sind schon vor 100 Jahren erloschen. Sie gedeiht in unterschiedlichen Höhenlagen im Fynbos über Sandstein und auf Alluvialböden. Die Bestände sind durch Feuer, invasive Pflanzenarten und Ackerbau gefährdet. Es wurde ein Absterben von Exemplaren durch Trockenheit beobachtet. Sie gilt als „Near Threatened“ = „gering gefährdet“, obwohl die Bestände abnehmen.
- Leucospermum winteri Rourke: Sie kommt in der Langeberg-Kette, in Langkloof zwischen Garcia's Pass und dem Tal des Gourits River im Westkap vor und gedeiht im Fynbos über Sandstein. Die etwa zehn Populationen sind durch Aufforstung und invasive Pflanzenarten bedroht. Sie gilt als „Near Threatened“ = „gering gefährdet“, da die Bestände stabil sind.
- Leucospermum wittebergense Compton: Das Verbreitungsgebiet ist das Ostkap und Westkap. Sie wird als „Least Concern“ = „nicht gefährdet“ bewertet, da die Bestände stabil sind.

## Nutzung
Einige Leucospermum-Arten, beispielsweise Leucospermum cordifolium, Leucospermum erubescens, Leucospermum formosum, Leucospermum glabrum, Leucospermum grandiflorum, Leucospermum mundi, Leucospermum oleifolium, Leucospermum reflexum, Leucospermum tottum, und ihre Sorten werden als Zierpflanzen in Parks sowie Gärten oder als Schnittblumen verwendet.